# Нормативно-правовое регулирование бухгалтерского учёта в России
Нормативно-правовое регулирование бухгалтерского учета — целенаправленное воздействие уполномоченных органов на формирование бухгалтерской информации путем разработки и принятия нормативных правовых и иных актов, а также механизм их соблюдения. Регулирование бухгалтерского учета регламентируется Федеральным законом от 06.12.2011 N 402-ФЗ "О бухгалтерском учете".

## Субъекты регулирования бухгалтерского учета
В соответствии со ст. 22 ФЗ от 06.12.2011 N 402-ФЗ "О бухгалтерском учете" субъектами регулирования бухгалтерского учета являются:
1. Органы государственного регулирования бухгалтерского учета (в Российской Федерации - уполномоченный федеральный орган Минфин РФ и Центральный банк РФ).
2. Субъекты негосударственного регулирования бухгалтерского учета - саморегулируемые организации, в том числе саморегулируемые организации предпринимателей, иных пользователей бухгалтерской (финансовой) отчетности, аудиторов, заинтересованные принимать участие в регулировании бухгалтерского учета, а также их ассоциации и союзы и иные некоммерческие организации, преследующие цели развития бухгалтерского учета (в Российской Федерации - Фонд "НРБУ "БМЦ").

### Органы государственного регулирования бухгалтерского учета

#### Министерство финансов РФ
Минфин РФ:
1) утверждает программу разработки федеральных стандартов в порядке, установленном ФЗ от 06.12.2011 N 402-ФЗ  "О бухгалтерском учете";
2) утверждает федеральные стандарты и в пределах его компетенции отраслевые стандарты и обобщает практику их применения;
3) организует экспертизу проектов стандартов бухгалтерского учета;
4) утверждает требования к оформлению проектов стандартов бухгалтерского учета;
5) участвует в установленном порядке в разработке международных стандартов;
6) представляет Российскую Федерацию в международных организациях, осуществляющих деятельность в области бухгалтерского учета и бухгалтерской (финансовой) отчетности;
7) осуществляет иные функции, предусмотренные ФЗ от 06.12.2011 N 402-ФЗ  "О бухгалтерском учете" и иными федеральными законами.

#### Центральный банк РФ
ЦБ РФ в пределах его компетенции:
1) разрабатывает, утверждает отраслевые стандарты, устанавливает планы счетов бухгалтерского учета для кредитных организаций и некредитных финансовых организаций и порядок их применения, порядок отражения на счетах бухгалтерского учета отдельных объектов бухгалтерского учета и группировки счетов бухгалтерского учета в соответствии с показателями бухгалтерской (финансовой) отчетности кредитных организаций и некредитных финансовых организаций, формы раскрытия информации в бухгалтерской (финансовой) отчетности кредитных организаций и некредитных финансовых организаций.
2) участвует в подготовке и согласовывает программу разработки федеральных стандартов;
3) участвует в экспертизе проектов федеральных стандартов;
4) участвует совместно с уполномоченным федеральным органом в установленном порядке в разработке международных стандартов;
5) осуществляет иные функции, предусмотренные ФЗ от 06.12.2011 N 402-ФЗ  "О бухгалтерском учете" и иными федеральными законами.

### Субъекты негосударственного регулирования бухгалтерского учета
Субъект негосударственного регулирования бухгалтерского учета:
1) разрабатывает проекты федеральных стандартов, проводит публичное обсуждение этих проектов и представляет их в уполномоченный федеральный орган;
2) участвует в подготовке программы разработки федеральных стандартов;
3) участвует в экспертизе проектов стандартов бухгалтерского учета;
4) обеспечивает соответствие проекта федерального стандарта международному стандарту, на основе которого разработан проект федерального стандарта;
5) разрабатывает и принимает рекомендации в области бухгалтерского учета;
6) разрабатывает предложения по совершенствованию стандартов бухгалтерского учета;
7) участвует в разработке международных стандартов.
Разработчиками проектов федеральных стандартов бухгалтерского учета Министерством финансов РФ утверждены 2 субъекта негосударственного регулирования бухгалтерского учета:
1) Фонд развития бухгалтерского учета «Национальный негосударственный регулятор бухгалтерского учета «Бухгалтерский методологический центр» (Фонд «НРБУ «БМЦ»);
2) Институт профессиональных бухгалтеров России (НП "ИПБ России").

## Документы в области регулирования бухгалтерского учета
К документам в области регулирования бухгалтерского учета относятся:
1) федеральные стандарты;
2) отраслевые стандарты;
3) рекомендации в области бухгалтерского учета;
4) стандарты экономического субъекта.

### Федеральные стандарты
Федеральные стандарты независимо от вида экономической деятельности устанавливают:
1) определения и признаки объектов бухгалтерского учета, порядок их классификации, условия принятия их к бухгалтерскому учету и списания их в бухгалтерском учете;
2) допустимые способы денежного измерения объектов бухгалтерского учета;
3) порядок пересчета стоимости объектов бухгалтерского учета, выраженной в иностранной валюте, в валюту Российской Федерации для целей бухгалтерского учета;
4) требования к учетной политике, в том числе к определению условий ее изменения, инвентаризации активов и обязательств, документам бухгалтерского учета и документообороту в бухгалтерском учете, в том числе виды электронных подписей, используемых для подписания документов бухгалтерского учета;
5) план счетов бухгалтерского учета и порядок его применения, за исключением планов счетов бухгалтерского учета для кредитных организаций и некредитных финансовых организаций и порядка их применения;
6) состав, содержание и порядок формирования информации, раскрываемой в бухгалтерской (финансовой) отчетности, в том числе образцы форм бухгалтерской (финансовой) отчетности, а также состав приложений к бухгалтерскому балансу и отчету о финансовых результатах и состав приложений к бухгалтерскому балансу и отчету о целевом использовании средств;
7) условия, при которых бухгалтерская (финансовая) отчетность дает достоверное представление о финансовом положении экономического субъекта на отчетную дату, финансовом результате его деятельности и движении денежных средств за отчетный период;
8) состав последней и первой бухгалтерской (финансовой) отчетности при реорганизации юридического лица, порядок ее составления и денежного измерения объектов в ней;
9) состав последней бухгалтерской (финансовой) отчетности при ликвидации юридического лица, порядок ее составления и денежного измерения объектов в ней;
10) упрощенные способы ведения бухгалтерского учета, включая упрощенную бухгалтерскую (финансовую) отчетность, для экономических субъектов, имеющих право применять такие способы в соответствии с ФЗ от 06.12.2011 N 402-ФЗ  "О бухгалтерском учете".
Федеральные стандарты могут устанавливать специальные требования к бухгалтерскому учету (включая учетную политику, план счетов бухгалтерского учета и порядок его применения) организаций бюджетной сферы, а также требования к бухгалтерскому учету отдельных видов экономической деятельности.

#### Разработка федеральных стандартов бухгалтерского учета
Федеральные стандарты разрабатываются и утверждаются в соответствии с программой разработки федеральных стандартов. Органы государственного регулирования бухгалтерского учета и субъекты негосударственного регулирования бухгалтерского учета вносят предложения по программе разработки федеральных стандартов в Минфин РФ, который утверждает программу по согласованию с ЦБ РФ. Программа разработки федеральных стандартов на 2018-2020 год утверждает следующих разработчиков проектов стандартов:
1) Фонд "НРБУ "БМЦ" (6 проектов);
2) Минфин РФ (4 проекта);
3) НП "ИПБ России" (2 проекта).
Для проведения экспертизы проектов федеральных и отраслевых стандартов при Минфине РФ создается совет по стандартам бухгалтерского учета. Совет по стандартам бухгалтерского учета проводит экспертизу проектов федеральных и отраслевых стандартов на предмет:
1) соответствия законодательству Российской Федерации о бухгалтерском учете;
2) соответствия потребностям пользователей бухгалтерской (финансовой) отчетности, а также уровню развития науки и практики бухгалтерского учета;
3) обеспечения единства системы требований к бухгалтерскому учету;
4) обеспечения условий для единообразного применения федеральных и отраслевых стандартов.
В состав совета по стандартам бухгалтерского учета входят:
1) 10 представителей субъектов негосударственного регулирования бухгалтерского учета и научной общественности;
2) 5 представителей органов государственного регулирования бухгалтерского учета.

### Отраслевые стандарты
Отраслевые стандарты устанавливают особенности применения федеральных стандартов в отдельных видах экономической деятельности. Планы счетов бухгалтерского учета для кредитных организаций и некредитных финансовых организаций и порядок их применения, порядок отражения на счетах бухгалтерского учета отдельных объектов бухгалтерского учета и группировки счетов бухгалтерского учета в соответствии с показателями бухгалтерской (финансовой) отчетности кредитных организаций и некредитных финансовых организаций, формы раскрытия информации в бухгалтерской (финансовой) отчетности кредитных организаций и некредитных финансовых организаций устанавливаются нормативными актами Центрального банка Российской Федерации.

### Рекомендации
Согласно Федеральному закону от 06.12.2011 № 402-ФЗ рекомендации в области бухгалтерского учета принимаются на добровольной основе в целях правильного применения федеральных и отраслевых стандартов, уменьшения расходов на организацию бухгалтерского учета, а также распространения передового опыта организации и ведения бухгалтерского учета, результатов исследований и разработок в области бухгалтерского учета. Рекомендации в области бухгалтерского учета могут приниматься в отношении порядка применения федеральных и отраслевых стандартов, форм документов бухгалтерского учета, за исключением установленных федеральными и отраслевыми стандартами, организационных форм ведения бухгалтерского учета, организации бухгалтерских служб экономических субъектов, технологии ведения бухгалтерского учета, порядка организации и осуществления внутреннего контроля их деятельности и ведения бухгалтерского учета, а также порядка разработки этими лицами стандартов. 

#### Разработка рекомендаций
В соответствии с пунктом 7.1 ПБУ 1/2008 при наличии спорных вопросов, не имеющих однозначного решения в нормативных актах, организации должны самостоятельно вырабатывать соответствующие решения и закреплять их в своей учетной политике. В РФ рекомендации по наиболее сложным и неурегулированным вопросам разрабатывает и принимает субъект негосударственного регулирования бухгалтерского учета Фонд "НРБУ "БМЦ". В настоящее время Комитет по рекомендациям и отраслевые комитеты Фонда "НРБУ "БМЦ", опираясь на аналогичную международную практику и нормы МСФО, разработали и приняли 102 рекомендации.

### Стандарты экономического субъекта
Согласно Федеральному закону от 06.12.2011 № 402-ФЗ стандарты экономического субъекта предназначены для упорядочения организации и ведения им бухгалтерского учета. Необходимость и порядок разработки, утверждения, изменения и отмены стандартов экономического субъекта устанавливаются этим субъектом самостоятельно. Стандарты экономического субъекта применяются равным образом и в равной мере всеми подразделениями экономического субъекта, включая его филиалы и представительства, независимо от их места нахождения.  Экономический субъект, имеющий дочерние общества, вправе разрабатывать и утверждать свои стандарты, обязательные к применению такими обществами. Стандарты указанного субъекта, обязательные к применению основным обществом и его дочерними обществами, не должны создавать препятствия осуществлению такими обществами своей деятельности.